# Хас
Хас — у Османській імперії — володіння султана, принца крові, бейлербея, санджакбея, що приносило річний прибуток понад 100 тис. акче.
Встановлено при султані Мураді I.
Утримувач хаса — бей. У разі організації урядом військового походу бей виставляв одного джебеля (кінного воїна) на кожні 5 тисяч акче доходу.